# Ghislain Perrier
Pour les articles homonymes, voir Perrier.
Ghislain Perrier, né le 17 mai 1987 à Fortaleza, Brésil, est un escrimeur brésilien, français d'adoption, ayant représenté la France en compétition puis choisi de représenter le Brésil à partir de 2013 en prévision des Jeux de Rio de Janeiro en 2016, pour lesquels il est sélectionné par le comité olympique brésilien.

## Biographie
Perrier est né à Fortaleza, dans la région du Nordeste, de parents inconnus. A l'âge d'un an, il est adopté par un couple français et amené en France, où il grandit. Il joue au football et au basket-ball, mais son asthme le contraint à adopter un sport moins exigeant. Il débute l'escrime à Angoulême à l'âge de sept ans. Repéré par l'encadrement national, il est sélectionné en équipe de France junior avec laquelle il dispute les championnats d'Europe (médaille de bronze par équipes) et du monde (médaille d'argent par équipes), en 2006. 
Dans la catégorie sénior, il peine à s'imposer. Bien qu'il fasse régulièrement partie du contingent français engagé dans les épreuves de la coupe du monde, son classement mondial progresse peu et, à cause de la forte concurrence en équipe de France, n'est jamais sélectionné pour les championnats d'Europe, du monde, ou bien les Jeux olympiques. Sous le drapeau français, il se hisse à la 84e place du classement international au terme de la saison 2007-2008, durant laquelle il obtient son premier quart de finale en coupe du monde (à Montréal). Pour ses derniers championnats nationaux en tant qu'escrimeur français, en 2013, Perrier décroche la médaille d'argent en individuel derrière Erwann Le Péchoux.
En 2013, il est recruté par la fédération brésilienne en préparation des Jeux olympiques de 2016 et change de nationalité sportive. La saison suivante est sa meilleure. Il monte sur le podium de deux tournois satellite et, pour la première fois, sur celui d'une épreuve de coupe du monde, à Séoul, battant notamment les Italiens Giorgio Avola et Valerio Aspromonte. Le changement de nationalité lui permet d'accéder à un tournoi de zone et aux championnats du monde pour la première fois et d'améliorer largement son classement individuel. Quart de finaliste aux championnats panaméricains et présent au deuxième tour des championnats du monde, il atteint le 26e rang mondial, son meilleur classement. Les saisons suivantes sont plus difficiles, mais la fédération brésilienne lui accorde, ainsi qu'à deux autres fleurettistes brésiliens, une invitation pour les épreuves de fleuret des Jeux de 2016.

## Palmarès
- Championnats panaméricains d'escrime
  -  Médaille d'argent par équipes aux championnats panaméricains d'escrime 2015 à Santiago du Chili
  -  Médaille de bronze par équipes aux championnats panaméricains d'escrime 2014 à San José